# 坂田貞二
坂田 貞二（さかた ていじ、1938年7月20日 - ）は、ヒンディー語・文学者、拓殖大学名誉教授。

## 経歴
出生から修学期
1938年、東京で生まれた。東京外国語大学インド・パーキスターン語学科で学び、1963年に卒業。1963年から1965年まで、バナーラス・ヒンドゥー大学に留学。
ヒンディー文学研究者として
1974年、拓殖大学専任講師に就いた。1976年に助教授、1983年に教授昇格。2001年、デリー大学客員教授として在外研究。2009年に拓殖大学を定年退職し、名誉教授となった。

## 受賞・栄典
- 2017年4月：瑞宝中綬章を受章[1][2]。

## 研究内容・業績
専門はインドの文学で、ヒンディー語地域で方言調査、民話採録、宗教行事の観察などを進めた。民話や昔ばなしの翻訳も多く、親しまれている。

## 著作
著書
- 『入門ヒンディー語』鳳書房　1986

共編著
- 『インドの文学』田中於菟弥共著　ピタカ　1978
- 『都市の顔・インドの旅』臼田雅之・内藤雅雄・高橋孝信共編　春秋社　1991
- 『南アジアを知る事典』辛島昇・前田専学・江島恵教・小西正捷・応地利明・重松伸司・清水学・成沢光・山崎元一共監修、平凡社 1992
- 『ラーマーヤナの宇宙：伝承と民族造形』金子量重・鈴木正崇共編、春秋社(慶應義塾大学地域研究センター叢書) 1998
- 『世界歴史の旅　北インド』辛島昇共編、大村次郷写真、山川出版社 1999
- 『世界歴史の旅　南インド』辛島昇共編、大村次郷写真、山川出版社 1999
- 『聖者たちのインド』島岩共編、春秋社 2000

翻訳
- 『北インドの昔語り』編訳、平河出版社 1981
- 『インドの笑話』田中於菟弥共訳、春秋社 1983
- 『インドの昔話』前田式子共訳、春秋社 1983
- 『インドのむかし話 天にのぼるベールの木/ほか』編著、偕成社(大人と子どものための世界のむかし話) 1989
- 『厳寒の夜 プレームチャンド短篇集』編、日本アジア文学協会 1990
- 『インド・大地の讃歌 中世民衆文化とヒンディー文学』H.ドゥヴィヴェーディー（英語版）著、橋本泰元共訳、春秋社 1992
- 『インド・ネパール・スリランカの民話』編訳、みくに出版 1998

論文
- CiNii(坂田貞二論文)
- 「ヒンディー語の諸方言地域における昔話採録の記録」『多民族社会における宗教と文化』24, 2021年, 17-19頁.

PDF
- 「トゥルスィーダースが16世紀のヒンディー語で詠った『ラーマの行いの湖』の梗概と詩の邦訳」『多民族社会における宗教と文化』24, 2021年, 21-31頁.PDF